# Michael Jürgens
Michael Jürgens (* 12. Oktober 1967 in Mülheim an der Ruhr) ist ein deutscher Musikmanager von Schlagerkünstlern, TV-Produzent, Fernsehautor und Unternehmer der Schlager-Branche.

## Leben und Wirken
Jürgens war ab Anfang der 2000er-Jahre konzeptionell und redaktionell für die MDR-Fernsehshows Feste der Volksmusik mit Carmen Nebel verantwortlich. Er managt mit seinem Unternehmen Jürgens Management GmbH mit Sitz in München unter anderem den Sänger Florian Silbereisen. Dieser moderiert seit 2004 auch Nebels ehemalige Show inklusive einiger Abwandlungen in der ARD, die – ebenso wie eine Vielzahl aller TV-Shows von Silbereisen – von Jürgens’ Produktionsfirma Jürgens TV GmbH produziert wird. Mit der Unikat Music GmbH arbeitet Jürgens als Plattenlabel und hat unter anderem Singles und Alben des Schlagertrios Klubbb3 veröffentlicht.
Unternehmen mit Jürgens als Geschäftsführer (Auswahl):
- Jürgens TV GmbH, München (Gewinn/Jahresüberschuss 2020: 1.366.626 Euro)[7]
- Jürgens Management GmbH, München (Gewinn/Jahresüberschuss 2018: 269.007 Euro)[8]
- Jürgens & Partner Medienkonzepte GmbH, München (Gewinn/Jahresüberschuss 2018: 203.784 Euro)[9]
- Unikat Music GmbH (Gewinn/Jahresüberschuss 2019: 105.008 Euro)[10]

## Rezeption
Im Rahmen seiner TV-Sendung ZDF Magazin Royale (ZDF) vom 25. März 2022 veröffentlichte Jan Böhmermann Recherchen seiner Redaktion über Michael Jürgens. Böhmermann kritisierte, dass Jürgens durch Booking und Produktion der Silbereisen-Shows eine zu große Marktmacht in der deutschsprachigen Schlagerszene entwickelt habe. Obwohl die Redaktion alle Schlagerlabels und viele Künstler angefragt habe, habe sich fast niemand zu Jürgens äußern wollen. Weiterhin wurde gezeigt, dass der öffentlich-rechtliche Rundfunk innerhalb der von Jürgens produzierten Silbereisen-Shows produktplatzierte Werbung für Jürgens’ Produkte und Projekte einbaue, beispielsweise für CDs oder eine Tournee.
Böhmermann thematisierte zudem Jürgens’ Beziehung zu dem ehemaligen MDR-Unterhaltungschef Udo Foht, mit dem er gemeinsam für unterschiedliche Formate tätig gewesen sei und Florian Silbereisen entdeckt habe. Foht wurde 2013 bzw. 2017 wegen Betrugs, Untreue und Bestechlichkeit, unter anderem bei der Vergabe von Sendeplätzen von Schlagershows, angeklagt.
Am Ende der Sendung sang Böhmermann unter dem Pseudonym Jürgen Michaels den Song Micha (Was hast du mir nur angetan?). Darin geht es um einen Schlager-Fan, der die Musikshows der ARD nicht nur sehr gerne gesehen, sondern sich auch stark mit ihren Inhalten identifiziert hat. Umso größer ist die Enttäuschung nach den Enthüllungen über Michael Jürgens. Beim Singen imitiert Jan Böhmermann teilweise die Stimme von Florian Silbereisen, die für dessen Shows typische Performance wird parodiert. 
Nach der Ausstrahlung der Folge veröffentlichte das ZDF Magazin Royale auf seinen Social-Media-Kanälen weitere Beiträge zu Jürgens, so die Grafik mit „La Famiglia – die Beziehungen und Verhältnisse im Michael Jürgens Schlagergeschäft“. Darin werden neben Klubbb3, Florian Silbereisen und dessen Ex-Freundin Helene Fischer auch die Geschwister Sarah und Ben Zucker, Andy Borg und Michaela Strobl genannt. Erwähnung finden außerdem Anna-Carina Woitschack und ihr Mann Stefan Mross, die in Silbereisens Show heirateten, sowie Matthias Reim mit Exfrau Michelle und deren Kindern Julian und Marie.

## Filmografie (Auswahl)
- 1993: Cluedo – Das Mörderspiel (Fernsehserie, Episode Schnüffler leben gefährlich, Sat.1, Autor)
- Seit 1994: Die Feste mit Florian Silbereisen (früher Die Feste der Volksmusik, Fernsehshow, MDR, Produzent über die Jürgens TV GmbH)[15]
- 1996: Immer wieder sonntags (TV-Show, SWR, Drehbuchautor)
- 2000–2001: Die große Show der Sieger (Fernsehshow, ZDF, Produzent)
- 2017: Schlagerland (Dokumentarfilm, SR, Regie: Arne Birkenstock, als er selbst)
- 2018: Schlager, Stars & Sterne – Die Schlossparty in Österreich (TV-Event, BR, MDR, ORF, Produzent)
- 2020: Die Schlager des Jahres 2020 – Die große Jubiläumsshow (Fernsehshow, MDR, Produzent und Autor)